# Comuna Pîlîpivka, Fastiv
Pîlîpivka (în ucraineană Пилипівка) este o comună în raionul Fastiv, regiunea Kiev, Ucraina, formată din satele Ielîzavetivka, Korolivka și Pîlîpivka (reședința).

## Demografie
Componența lingvistică a comunei Pîlîpivka
     Ucraineană (99,26%)
     Alte limbi (0,65%)
Conform recensământului din 2001, majoritatea populației comunei Pîlîpivka era vorbitoare de ucraineană (99,26%), existând în minoritate și vorbitori de alte limbi.